# Fundación Literaria Lambda
La Lambda Literary Foundation (también conocida como Lambda Literary) es una organización literaria LGBT estadounidense que tiene por objetivo nutrir y defender a los escritores LGBTQ, elevando el impacto de sus palabras para crear una comunidad, preservar sus legados y afirmar el valor de las historias y vidas del colectivo.

## Historia
Los inicios de Lambda Literary se remontan a 1987, cuando L. Page "Deacon" Maccubbin, propietario de la librería Lambda Rising especializada en temática LGBT ubicada en Washington D. C., publicó el primer Lambda Book Report, que atrajo atención crítica a los libros LGBTQ. Fue la primera revista dedicada a reseñar libros de temática LGBT.
Los Premios Literarios Lambda nacieron en 1989. En esa primera gala, los honores recayeron en escritores tan distinguidos como el finalista del Premio Nacional del Libro, Paul Monette, autor de Borrowed Time: An AIDS Memoir; Dorothy Allison, Trash; Alan Hollinghurst, The Swimming-Pool Library, y Edmund White, The Beautiful Room is Empty. En los primeros años, los premios tenían como objetivo identificar y destacar los mejores libros lésbicos y gays en el año de su publicación. Desde su inicio, la ceremonia de los Premios Literarios Lambda ha atraído a un público que representa todas las facetas del mundo editorial. Los premios dieron visibilidad nacional a la literatura LGTBQ proporcionándole una base sólida, aunque incipiente, a través de una red de editoriales y librerías para lesbianas y gays que comenzaban a surgir en todo Estados Unidos. Han abarcado muchas categorías, reflejando el amplio espectro de libros LGBTQ, y desde el primer año han defendido que las historias de lesbianas, gays, bisexuales y personas trans son parte de la literatura del país. 
Lambda Book Report se convirtió en una revista de publicación periódica. Junto con los Premios Literarios Lambda, estos programas consolidaron la realidad de que existía una literatura LGBTQ distinta y definible. Lambda Literary se consolidó en 1997 como una corporación cuyo primer director ejecutivo fue Jim Marks.
En 2007, liderado por la presidenta de la junta, la escritora Katherine V. Forrest, y el director ejecutivo, Charles Flowers, Lambda Literary fundó su Retiro de Escritores para Voces LGBTQ Emergentes, una residencia diseñada para ofrecer instrucción intensiva y especializada a escritores seleccionados durante un período de una semana. Entre los profesores se incluyen escritores y profesores muy conocidos y respetados como Dorothy Allison, John Rechy, Fenton Johnson, Katherine V. Forrest, Claire McNab, Bernard Cooper, Nicola Griffith, Ellen Bass, Rigoberto Gonzalez, DA Powell, Ellery Washington y Eloise Klein Healy. El retiro ofrece acceso abierto a profesionales de la industria literaria y la oportunidad para que los becarios creen para sí mismos una comunidad de práctica continua a medida que avanzan en su oficio y sus carreras. Es una de las iniciativas más importantes de Lambda: representa el futuro de la literatura LGBTQ.
A principios de 2010, en un esfuerzo liderado por el miembro de la junta directiva Nicola Griffith, Lambda Literary financió, dotó de personal y lanzó una presencia en línea en LambdaLiterary.org, que celebra, apoya, sirve, informa, entretiene y conecta a toda la diversa comunidad que crea y apoya la literatura lesbiana, gay, bisexual y trans. El sitio web reemplazó a la revista Lambda Book Report.
En 2012, Lambda Literary lanzó el programa Escritores LGBTQ en la Escuela, donde escritores LGBTQ visitaron aulas desde preescolar hasta el nivel secundario para discutir sobre literatura LGBTQ con jóvenes.
En 2021 se celebró la primera ceremonia virtual de los Lammy, en respuesta a la pandemia del COVID-19.